# ВК Галатасарај
ВК Галатасарај (тур. Galatasaray Erkek Sutopu Takımı) је ватерполо клуб из Истанбула, Турска. Тренутно се такмичи у Првој лиги Турске.
Клуб је основан 1910. године. Са 26 титула у националном првенству је најтрофејнији турски клуб, испред Истанбул ЈиК-а који има 25 титула.

## Успеси
- Прва лига Турске:

Првак (26) : 1955, 1957, 1973, 1975, 1977, 1991, 1993, 1994, 1995, 1996, 1997, 1999, 2000, 2001, 2003, 2005, 2006, 2007, 2008, 2009, 2010, 2011, 2012, 2013, 2014, 2015.